# جبل راوند توب (فرانكلين، مقاطعة ديلاوير، نيويورك)
راوند توب هو جبل يقع في جبال كاتسكيل في نيويورك جنوب شرق فرانكلين . يقع تل اوك شرقًا ويقع تل هيثن جنوب جنوب شرق راوند توب.